# Via Laietana
La via Laietana è una via di Barcellona che collega la plaça Urquinaona con il porto attraversando la Ciutat Vella. Prende il nome dal primo popolo iberico che abitò la zona.

## Storia
Progettata inizialmente da Ildefons Cerdà i Sunyer nel 1859, venne iniziata nel 1899 quando venne approvato il progetto di Àngel Baixeras.
L'inizio dei lavori venne inaugurato dal re Alfonso XIII di Spagna il 10 marzo del 1908, e la realizzazione dell'opera fu divisa in 3 tratti:
- 1908-1909 tra il porto e plaça de l'Àngel, incarico affidato a Lluís Domènech i Montaner,
- 1909-1911 tra plaça de l'Àngel e carrer Sant Pere Més Baix, incarico affidato a Josep Puig i Cadafalch,
- 1911-1913 tra carrer Sant Pere Més Baix e plaça Urquinaona, incarico affidato a Ferran Romeu.

La realizzazione della strada rese necessario l'abbattimento di 2.199 case e di molti palazzi medievali, come il palazzo del marchese di Monistrol, il palazzo del marchese di Sentmenat e i conventi di Sant Sebastià e di Sant Joan de Jerusalem. Altri palazzi furono trasferiti pietra per pietra come la Casa Padellàs, sede del Museo di storia di Barcellona in Plaça del Rei. L'opera ebbe diversi effetti positivi: valorizzò il patrimonio architettonico delle mura romane e degli edifici del Barri Gòtic e permise la costruzione dei tunnel sotterranei necessari per il passaggio della metropolitana.

## Edifici d'interesse
- Caixa de Pensions (1917), di Enric Sagnier
- Casa Luis Guarro (1922) di Josep Puig i Cadafalch
- Caixa de Catalunya (1931)
- Casa dels Velers (1758-1763)
- Foment del Treball (1934-1936)

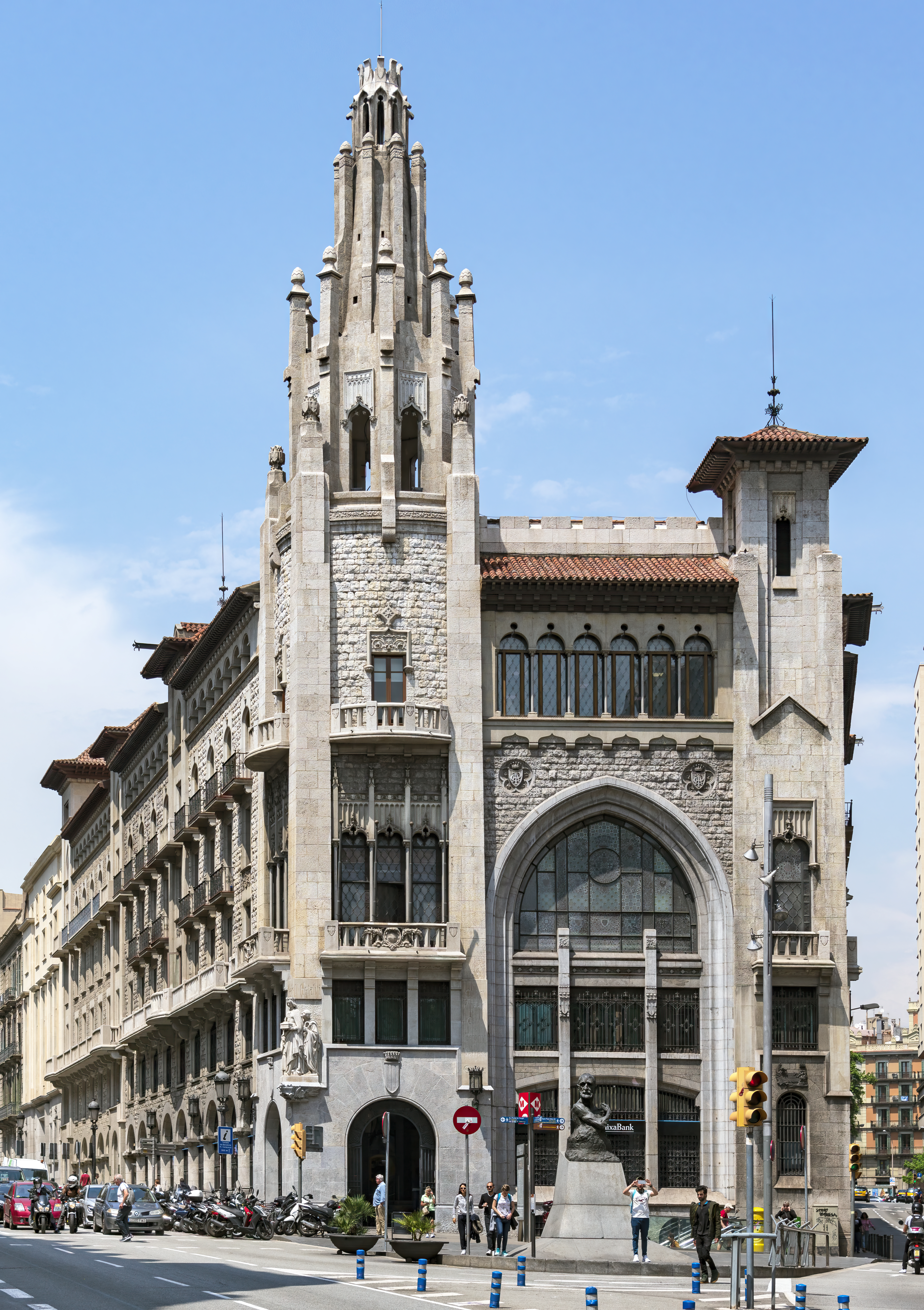
La Caixa de Pensions
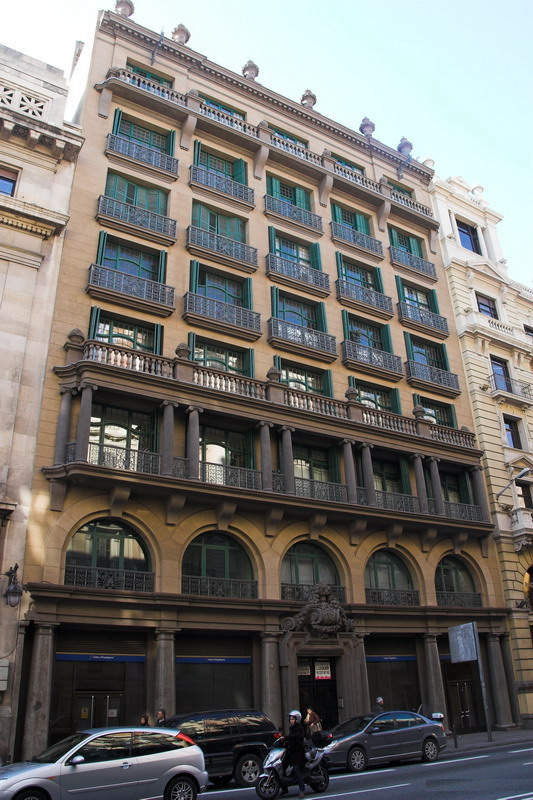
Casa Luis Guarro
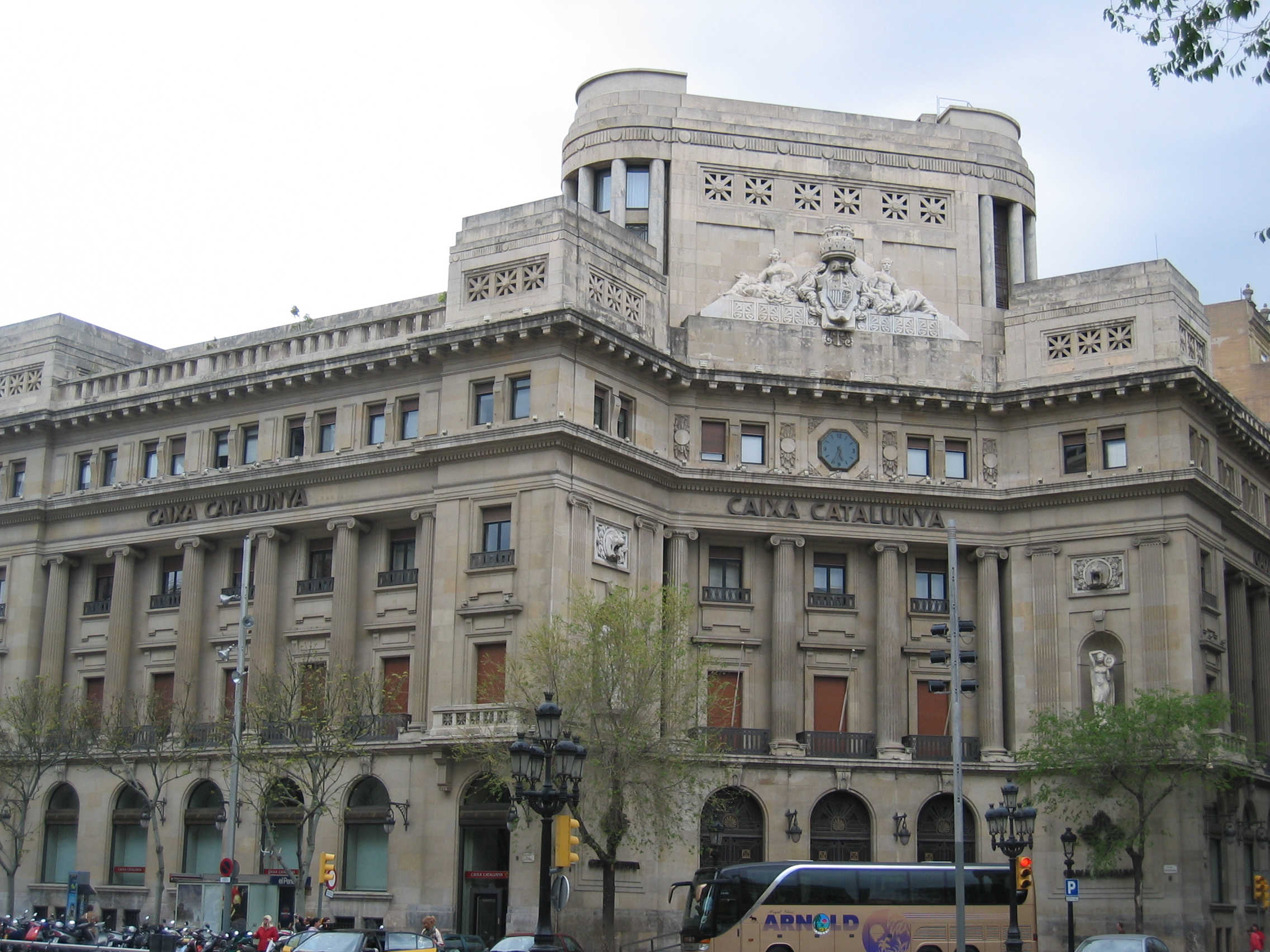
Caixa de Catalunya
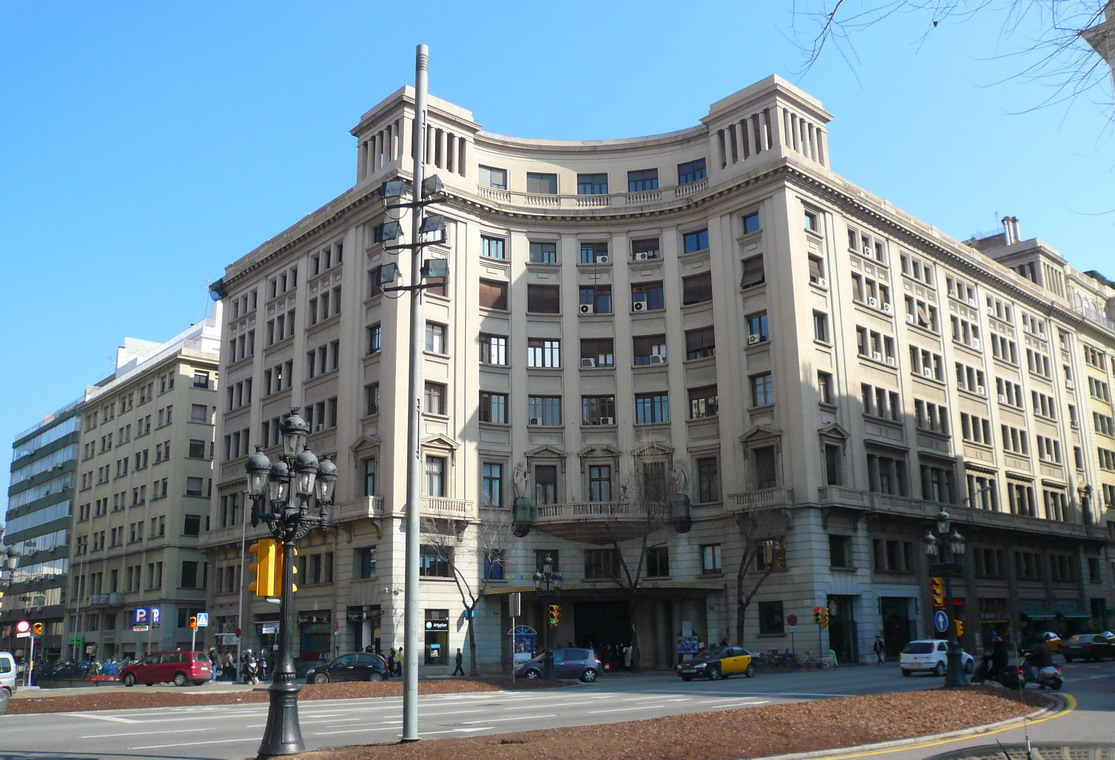
Foment del Treball